# 安定の島

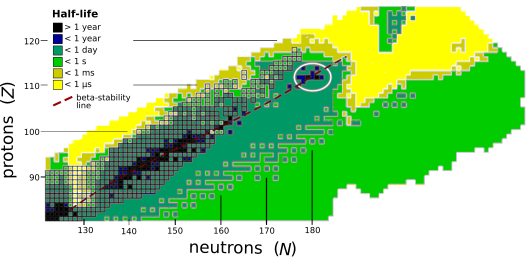
陽子の数（縦軸）と中性子の数（横軸）で分類された核種の半減期の測定値（四角で囲った部分）と予測値（それ以外の部分）。丸で囲った部分が安定の島があると予想される場所である。

安定の島（あんていのしま、Island of stability）は、原子核物理学において魔法数の陽子と中性子を含む超重核種では、ウランよりも重い元素における安定性低下の傾向が一時的に逆転するという予測のこと。安定の島の正確な位置については様々な予測がされてきたが、一般的には中性子数N = 184で予測された閉殻に近づいていくコペルニシウムやフレロビウム同位体(291Cn, 293Cn, 298Flなど)付近に中心があると考えられている。閉殻が核分裂に対するさらなる安定性を与え、アルファ崩壊に対する長い半減期をもたらすと考えられている。これらの効果はZ = 114およびN = 184付近で最大になると予想されるが、安定性が増した領域は隣接元素をいくつか含むとも予想され、より重いダブルマジック核の周りにさらなる安定の島がある可能性もある。島の元素の安定性の推定値は普通数分から数日の半減期である。しかし、数百万年の半減期を予測している推定値もある。
魔法数を予測する核殻模型は1960年代から存在していたが、長寿命の超重核種の存在ははっきりと証明されてはいない。他の超重元素と同様、安定の島の核種は自然界で見つかったことはない。よってそれらは核反応において人工的に作り出す必要がある。そのような反応を実行する方法は見つかっておらず、島の中心近くの核を埋めるには新たなタイプの反応が必要になると思われる。しかしながら近年オガネソンまでの超重元素の合成が成功したことは、未知の同位体でも続く可能性のある110–114の元素の周りにおけるわずかな安定化効果を示し、安定の島の存在を支持する。

## 歴史

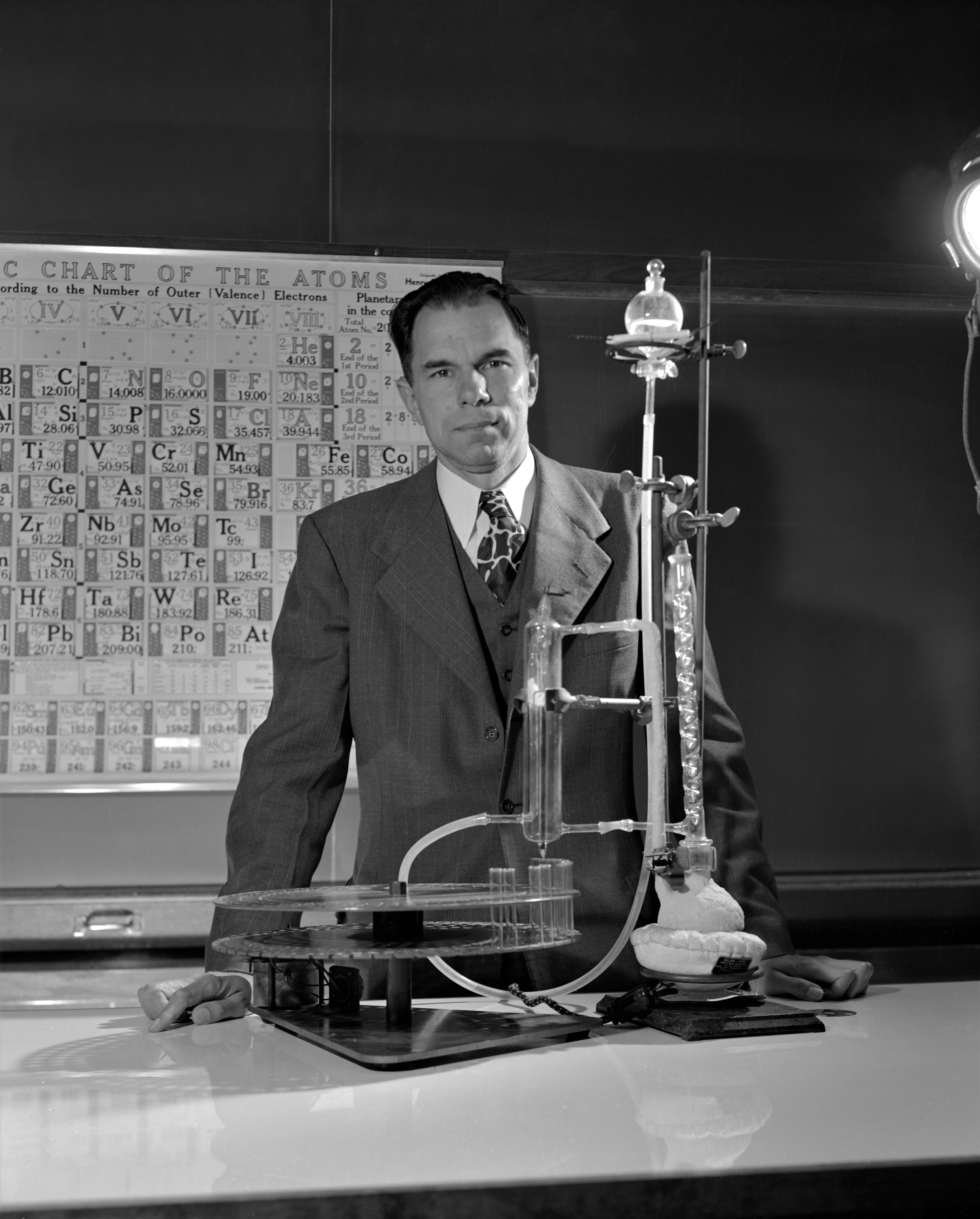
グレン・シーボーグは、「安定の島」という言葉を最初に作り出した。

### 概念の由来
ジョン・ホイーラーは1955年に103以上の原子番号を持つ超重元素が存在する可能性を提案した。当時知られていた元素以上に安定性が増す領域は、核の殻の概念が最初に解明された1957年に提案された。殻模型は 原子核が原子の中のはるかに大きい電子核構造に似た方法で「殻」の中に構築されている。すなわち、核の殻は通常互いに接近している量子エネルギー準位のグループであるが、時々中性子と陽子の数が核内の所与の殻のエネルギー準位を完全に満たすとき、次の殻を満たし始めるのに必要なエネルギーは非常に大きいということである。これらのいわゆる殻ギャップでは、核子あたりの結合エネルギーは極大値に達する。すなわち、そのような核は閉殻構造を持たないものよりも安定となるだろう。この模型の最初の概念は、既知の閉殻のパターンから安定の島という概念が現れる超重元素への拡張をもたらした。中性子の1つの可能な魔法数は184であり、それと合う可能な陽子数は114, 120, 122, 124, 126である。最も重い安定核208Pbの次のダブルマジック核（閉じた陽子と中性子の核を持つ）は310126であると提案されており、これは陽子と中性子ともに魔法数であり、よってこの核は非常に長い半減期を持つと考えられていた。後の計算で298Fl (Z = 114) が次のダブルマジック核となり、310126はマイクロ秒以下のα崩壊を受けることが示された。
1965年、「安定の島」の可能性がグレン・シーボーグにより最初に提案され、後にローレンス・バークレー国立研究所の研究者が興味を持つようになった。同位体298Fl (Z = 114, N = 184) は、可能性のあるダブルマジック数により特に興味深い物であった。この「魔法の島」への関心は、いくつかの計算により安定の島の超重原子は数十億年の半減期がある可能性があると示されたことでその後数年で大きくなっていった。安定の島の元素はその高い原子質量にも関わらず自発核分裂に対して特に安定と予測されていた。もし長寿命の超重元素が存在すると、中性子源として粒子加速器におよび非常に低い臨界質量の結果として核兵器に使われるだろうと考えられた。これらの推測により、1960年代70年代には多くの研究者が自然界でおよび粒子加速器による元素合成を用いて超重元素を探究した。

### 実験的結果
| 元素             | 原子番号 | 最も安定な同位体 | 半減期        |
| ---------------- | -------- | ---------------- | ------------- |
| ラザホージウム   | 104      | 267Rf            | 2.5時間       |
| ドブニウム       | 105      | 268Db            | 1.2日         |
| シーボーギウム   | 106      | 269Sg            | 14分          |
| ボーリウム       | 107      | 270Bh            | 1分           |
| ハッシウム       | 108      | 270Hs            | 10秒          |
| マイトネリウム   | 109      | 278Mt            | 7.6秒         |
| ダームスタチウム | 110      | 281Ds            | 9.6秒         |
| レントゲニウム   | 111      | 282Rg            | 1.7分         |
| コペルニシウム   | 112      | 285Cn            | 29秒          |
| ニホニウム       | 113      | 286Nh            | 9.5秒         |
| フレロビウム     | 114      | 289Fl            | 1.9秒         |
| モスコビウム     | 115      | 290Mc            | 650ミリ秒     |
| リバモリウム     | 116      | 293Lv            | 57ミリ秒      |
| テネシン         | 117      | 294Ts            | 51ミリ秒      |
| オガネソン       | 118      | 294Og            | 690マイクロ秒 |

Zが偶数の超重元素で観測された崩壊系列をまとめたもの。特に110, 112, 114では過剰な中性子が多い同位体の安定性が増すという一般的な傾向がある。このことは安定の島の中心はより重い同位体の中にあることを強く示唆している。

1970年代に長寿命の超重核の探索が数多く行われた。110から127の原子番号の様々な元素を合成することを目的とした実験が世界中の研究所で行われたものの成功したものはなかった。このことはこのとき行われた実験は断面積が小さい場合は感度が不十分もしくは融合蒸発反応を介して到達可能な核はどれも検出するには寿命が短すぎることを示している。より最近の実験ではこれが事実であろうことが明らかにされている。自然界での同様の探索も失敗し、鉱石1モル当たりの超重元素の存在量の上限は10−14 と 10−11 の間に設定された。これらの失敗にも関わらず、軽イオン衝撃と常温核融合反応により新たな超重元素が数年ごとに様々な研究室で発見されていた。最初の超アクチノイド元素であるラザホージウムは1969年に発見され、1996年にはコペルニシウムまで到達した。これらの原子核は半減期が非常に短い（秒のオーダー）にも関わらず、ラザホージウムより重い元素が存在することは閉殻により引き起こされると考えられる安定化効果を示している。そのような効果を考慮しないモデルでは、これらの元素は急速な自発核分裂により存在できないことになる。
魔法数である114の陽子を持つと予想されたフレロビウムは1998年にユーリイ・オガネシアンらによりロシアのドゥブナ合同原子核研究所で初めて合成された。元素114の単一原子が検出され、寿命は30.4秒、その崩壊生成物は数分間の半減期を持っており測定することができた。このことは安定の島の特徴である崩壊系列の「教科書的例」とされ、この領域に安定の島が存在することの強力な証拠を提供した。その後の20年間でさらに成功した実験によりオガネソンまでの全ての元素を発見するに至った。このオガネソンの崩壊特性はより安定の島の存在を支持した。既知の原子核は今までどおり最大の安定性が期待されるN = 184以下のいくつかの中性子になるが（最も中性子が多い原子核293Lv と 294TsでもN = 177にしか達しない）、島の中心の位置はまだ分からないままであり、N = 184に近いほど安定性が増す傾向が示されている。例えば277Cnよりも8個中性子が多い同位体285Cnは半減期がおよそ5桁長い。このことは未知のより重い同位体でも続くと予想される。

#### 変形核
1990年代初めからの研究により、超重元素が完全に球形である核を持たないことが示された。殻は球形の場合は安定していると見なされる。核の形状が変わると、殻の中の中性子と陽子の位置が変わる。近年の研究により、大きな核が変形し魔法数を球形のものと比べて変化させることが示されている。現在の理論的調査によりZ = 106–108 や N ≈ 160–164の領域では、変形した原子核に対する殻の効果の結果として原子核が核分裂に対してより強い抵抗力があり、よってそのような超重核はα崩壊を受けるだけであるだろうことが示されている。ハッシウム-270は現在ダブルマジック変形核であり、変形魔法数Z = 108, N = 162と考えられている。半減期は10秒である。N = 162近くで隣り合うハッシウムとシーボーギウム同位体の崩壊特性の決定は、変形核における相対的安定の領域についてのさらなる強力な証拠を提供してくれる。

## 予測される崩壊特性

中性子数N = 178, Z = 112近くの理論的な安定の島の3Dレンダリング

「島の上の」核種は観測されておらず、安定の島を構成する核種の実際の半減期は未知である。多くの物理学者は半減期は比較的短く、数分から数日のオーダーであると考えているが、100年単位や、109年もの半減期をもつ核種の存在可能性を示す理論計算もある。
N = 184を満たす核種は閉殻構造を持ち、アルファ崩壊と自発核分裂の部分半減期が長くなることが予測されている。閉殻構造をもつ298Fl付近の核種はより高い分裂障壁を持つため核分裂が強く妨げられる。閉殻構造を持たない核種にくらべ、分裂半減期は30桁も大きくなると考えられる。例えば、ダブルマジック核298Flは1019年オーダーの自発核分裂半減期を持つ可能性がある。これは安定化効果の限界を決めていると考えられている既知の中性子欠如同位体284Fl(N = 170)の半減期2.5msよりもずっと長い。未発見の同位体の中にはさらに短い半減期で核分裂を起こし、安定の島を超える超重核の存在と観測可能性を制限すると予測されるものがある（Z > 120 および N > 184）。これらの核はマイクロ秒以下でアルファ崩壊もしくは自発核分裂を起こす可能性がある）。島の中心部においては、アルファ崩壊の速度と自発核分裂の速度と同程度となる可能性があるが、その比率の理論値は用いるモデルによって大きく異なる。100≤Z≤130の範囲にある1700の核種のアルファ崩壊半減期が実験的・理論的アルファ崩壊Q値を用いて量子トンネルモデルで計算されており、いくつかの重い同位体については半減期の観測値と一致が見られている。ベータ崩壊は島の中心と予測される場所付近、特に原子番号111から115の核種で他の崩壊モードと競合すると予測されており、最も半減期の長い同位体はベータ安定線上にあると予測されている。全ての崩壊モードを考慮すると、島の中心（すなわち最長寿命の核種）が298Flよりも原子番号の小さい核種へシフトすることが様々なモデルにより示されており、たとえば291Cnと293Cnが100年の半減期をもち島の中心となるとするモデルや、296Cnが1000年で中心とするもの、294Dsで300年とするもの（後者2つはN = 184の閉殻）などがある。
これらの半減期は超重元素としては比較的長くなるが、地球上に自然に存在するには短すぎる。原始アクニチド(232Th, 235U, 238U)と自発および誘導核分裂に対する安定の島の間の中間の核の不安定性は、r過程での核合成におけるそれらの生成を阻害する可能性があるが、宇宙線内で鉛に対して10−12の存在量で起こる可能性がある。
Dorin N. Poenaru,  R.A. Gherghescu, ワルター・グライナーにより、超重原子の中でも特に重いものではクラスタ崩壊の寄与が大きくなりうることが示された。ただし、この崩壊モードはZ≥ 122の核種への影響が大きく、島の中心が予測よりも高い原子番号でない限り島の中心近くの核種の崩壊への影響は小さいと予測されている。

## 合成での問題
最初の物質として利用可能な核では必要な中性子の合計数にならないため、安定の島の核を作るのは非常に難しいことが分かっている。アクチニドターゲット(248Cmなど)と組み合わせた放射性イオンビーム(44Sなど)により安定の島の中心により近い中性子過剰な核の生成を可能になることがあるが、このようなビームはそのような実験をするのに必要な強度では使うことができない。250Cmや254Esのような重い同位体もターゲットとして使えるため、既知の同位体よりも中性子が1,2個多い同位体を作ることができるが、ターゲットを作るためにこれらの希少同位体を数ミリグラム作成することは難しい。また、最も中性子の多い既知の同位体、すなわちpxnやαxn （それぞれ陽子またはアルファ粒子の放出によりいくつかの中性子ができる）チャネルを占める同じ48Ca誘導融合蒸発反応における代わりの反応チャネルを調べることも可能と考えられる。これらにより元素111-117の中性子の多い同位体の合成ができる可能性がある。予測されている断面積はxnチャネルのものよりも小さい（1-900 fbのオーダー）が、それでもこれらの反応で他の方法では到達できない超重元素の同位体を生成することが可能であるかもしれない。これらの重い同位体のいくつかは比較的長い半減期のアルファ崩壊に加え電子捕獲を受け、安定の島の中心近くにあると予測される291Cnのような原子核に崩壊する。しかし依然としてベータ安定線近くの超重核の特性は未解明であるため、この話はほとんど仮説状態である。
アクチニド核(238Uや248Cm)の低エネルギー衝突での多核子移行反応において298Flのような安定の島の同位体を生成することも可能でありうる。もしZ = 114付近の殻効果が十分強い場合、ノーベリウムやシーボーギウムのような軽い元素は高い収率を持つと予測されているが、この逆準核分裂（生成物の質量平衡から離れるシフトを伴う部分融合と続いて起こる核分裂）のメカニズムにより、安定の島への方針が手に入る可能性がある。238U + 238Uおよび238U + 248Cmの予備調査はメンデレビウムより重い元素を生産するのに失敗した。ただし後者の反応における収率の増加は（入手可能であれば）254Esのようにさらに重いターゲットの使用が超重元素の作成を可能にするかもしれないことを示唆している。後の238U + 232Thの研究により、104 < Z < 116の新たな中性子過剰の超重元素の同位体に起因するであろう未知のアルファ崩壊がいくつか発見されたが、生成物の原子番号を明確に決定するにはさらなる研究が必要である。この結果は殻効果が断面積に大きな影響を与え、安定の島は移行反応を用いた将来的な実験により達成されるかもしれないことを強く示唆する。

## 他の安定の島
Z = 114, N = 184付近の主な安定の島を超える閉殻は、さらなる安定の島を生じさせる可能性がある。より重いダブルマジック核の周りに2つの重要な島が存在するかもしれないと考えられている。1つ目は354126（中性子228個）付近であり2つ目は472164もしくは482164（それぞれ中性子308, 318個）付近である。これらの同位体は自発核分裂に特別耐性があり、アルファ崩壊半減期が年単位で測定可能であるため、フレロビウム近くの元素と同程度の安定性を有する。このような概念は2008年のアメリカ化学会第235回全国大会でユーリイ・オガネシアンにより提案された。しかし、そのような重い核の陽子間の十分大きい電磁反発力により安定性が減少し、おそらく未結合共鳴として一時的にしか存在できないであろう。このことは、中間の同位体、そしておそらく「不安定の海」の中の元素は急速に核分裂を起こし本質的に存在しないという理由でこれらの島を主な核図表から孤立させるという付加的な結果をもたらすかもしれない。これらの元素は既知の元素よりもはるかに重いため、それらの合成には新しくより強力な粒子加速器が必要になると考えられている。